# 梅尔戈佐
梅尔戈佐（義大利語：Mergozzo），是意大利韦尔巴诺-库西亚-奥索拉省的一个市镇，位于都灵东北约120公里，韦尔巴尼亚西北约9公里。总面积27.35平方公里，人口2144人，人口密度78.4人/平方公里（2009年）。ISTAT代码为103044。
梅尔戈佐与以下市镇接壤：格拉韦洛纳托切、奥尔纳瓦索、普雷莫塞洛-基奥文达、圣贝尔纳尔迪诺韦尔巴诺和韦尔巴尼亚。